# Wing Commander Academy (Fernsehserie)
Wing Commander Academy ist eine von den Universal Cartoon Studios in Zusammenarbeit mit Spielepublisher Electronic Arts und dessen Entwicklungsstudio Origin Systems produzierte Zeichentrickserie im Wing-Commander-Universum. Sie fungiert als lose Vorgeschichte zur Computerspiel-Serie und schildert die Erlebnisse der jungen Piloten Christopher „Maverick“ Blair und Todd „Maniac“ Marshall in den letzten Monaten ihrer Ausbildung als Flugkadetten an Bord des Trägerschiffs „TCS Tiger's Claw“.

## Inhalt
Die Serie spielt im Jahr 2655. Christopher „Maverick“ Blair, Todd „Maniac“ Marshall, ihre Freundin Gwen „Archer“ Bowman und weitere Schüler der 201. Kadettschülerklasse werden auf das von Commodore Geoffrey Tolwyn befehligte Trägerschiff „TCS Tiger's Claw“ verlegt, um dort ihre Ausbildung zu beenden. Die Befehle der „Tiger's Claw“ sehen für die Kadetten ursprünglich nur Routineübungen und Patrouillenflüge vor, doch die Kilrathi tragen den  Krieg unerwartet in das Operationsgebiet des Trägers. Die jungen Piloten sehen sich recht schnell realen Kampfbedingungen ausgesetzt.
Die Rivalität zwischen Maverick und Maniac, wer von ihnen der bessere Pilot sei, zieht sich als durchgängiges Motiv durch die gesamte Handlung der Serie. Blair, der als eher nachdenklicher, sich stark an den Vorschriften orientierender Charakter beschrieben wird, steht dem eher impulsiven, aber als Pilot hochtalentierten Todd Marshall gegenüber. Blair genießt dabei die besondere Wertschätzung Commodore Tolwyns, der ihn gezielt als Führungsoffizier aufbaut und regelmäßig an seinen Gedanken und Entscheidungen teilhaben lässt. Trotz ihrer Rivalität verbindet Blair und Marshall eine tiefe Kameradschaft, die sie im Zweifelsfall jederzeit füreinander einstehen lässt.
Die dritte im Bunde ist Gwen „Archer“ Bowman, die im Gegensatz zu ihren männlichen Kameraden der Kriegsführung im Verlauf der Serie zunehmend kritischer gegenübersteht. Ihr Befehlshaber Tolwyn zeigt sich wiederholt als brillanter Taktiker. Seine unorthodoxe Art der Kriegsführung stößt jedoch auf wenig Gegenliebe beim Oberkommando und brachte ihm daher die ungeliebte Aufgabe des Kadettenaufsehers und Kommandanten der „TCS Tiger’s Claw“ ein. Tolwyns Charakter ist ambivalent. Einerseits um das Wohl seiner Leute bemüht, schreckt er nicht davor zurück, sie im Bedarfsfall dem höheren Zweck zu opfern. Sein Pflichtgefühl gilt dabei im Zweifelsfall einzig und allein dem Endsieg über die Kilrathi.
Die 13 Folgen der Serie erzählen eine jeweils eigenständige Handlung, die nur wenig miteinander verknüpft sind. Der Krieg gegen die Kilrathi wird dabei aus unterschiedlichen Blickwinkeln und mitunter auch kritisch beleuchtet. Auch wenn die absolute Feindseligkeit der Kilrathi zu keinem Zeitpunkt ernsthaft in Frage gestellt wird, finden sich auch auf Seiten der Menschheit negative Vertreter und kritikwürdige Situationsentscheidungen.

## Entstehung und Veröffentlichung
Die Serie wurde am 14. Mai 1996 angekündigt. Die Original-Darsteller der Spiele Wing Commander III und IV übernahmen auch die Synchronisation für ihre Zeichentrickfiguren. Die eine Staffel mit 13 Episoden umfassende Serie wurde erstmals vom 21. September bis zum 21. Dezember 1996 durch den US-Fernsehsender USA Network als Teil seines morgendlichen Kinderwochenendprogramms USA Action Extreme Team ausgestrahlt. Eine Veröffentlichung auf VHS kam nie zustande, der erstmalige DVD-Release der Serie erfolgte am 29. Mai 2012 durch Visual Entertainment, Inc.
Eine Besonderheit stellt die in Folge 8 Recreation dargestellte Figur des Warrior Kings dar. Die von Michael Dorn vertonte Figur hatte neben Wing Commander Academy zuvor bereits Gastauftritte in drei weiteren  Zeichentrickserien des Senders USA Network (Street Fighter: The Animated Series, The Savage Dragon, Mortal Kombat: Defenders of the Realm). Alle vier Episoden wurden am 16. November 1996 ausgestrahlt und erzählten zusammengenommen eine eigene Handlung um die Figur des Warrior Kings. Für die korrekte Reihenfolge der Episoden wurde daher auch die sonst üblichen Sendeplätze der verschiedenen Serien einmalig umgestellt.

## Rezeption
Der erhoffte Erfolg der Serie blieb aus, weshalb die Serie bereits nach der ersten Staffel wieder eingestellt wurde. Ein von Origin Systems geplantes Spiel zur Serie wurde nicht mehr weiter verfolgt.
Spielejournalist Richard Cobbett bezeichnete die Serie in einer Retrospektive zum einen als einen billig und hauptsächlich für Kinder produzierten Cartoon. Für Fans der Spiele sei es jedoch eine akzeptable Umsetzung der Wing-Commander-Thematik, der wesentliche Punkte des Spiels einfange und damit im Gegensatz zu Chris Roberts' 1999 veröffentlichter Realverfilmung für das Kino stehe. Wing Commander Academy nehme sein Publikum ernst, verzichte auf die übliche Glorifizierung des gerechten Krieges und scheue auch nicht davor zurück, den Zuschauer ohne das übliche Happy End zurückzulassen. Beispielhaft dafür sei die Rolle des gefallenen Kriegshelden Daimon Karnes in Episode 2, der sich als Anhänger Nietzsches zu erkennen gebe („When you look too long into the emptiness, the emptiness get's inside you“), oder wenn Archer in Episode 3 gezwungen sei, Kadett Allen „Blizzard“ Goetz abzuschießen, der ihr erst kurz zuvor seine Liebe erklärt hatte. Daher sei Wing Commander Academy im Vergleich zu anderen Kinderzeichentrickserien seiner Zeit und darunter insbesondere zu anderen Spieleverfilmungen gut gelungen.

## Episodenliste
| Nr. | Deutscher Titel | Originaltitel                | Erstausstrahlung USA | Deutschsprachige Erstausstrahlung (–) | Drehbuch                                      |
| --- | --------------- | ---------------------------- | -------------------- | ------------------------------------- | --------------------------------------------- |
| 1 | –               | Red and Blue                 | 21. Sep. 1996        | –                                     | Mark Edward Edens, Michael Edens              |
| Während die „TCS Tiger's Claw“ für Reparaturarbeiten im Dock liegt, besucht ihr strafversetzter Captain, Commodore Geoffrey Tolwyn, die Flugakademie. Er hat den Auftrag, Kadetten an Bord des Trägerschiffs zu nehmen und ihre Ausbildung durch Einsätze unter Realbedingungen abzuschließen. Zuvor sollen sie jedoch in einem Trainingseinsatz ihre Fähigkeiten beweisen. Zur gleichen Zeit versucht ein Spion der Kilrathi geheime Unterlagen der Akademie an den Feind zu übergeben. Um seine Flucht zu decken, manipuliert er die Testkonfiguration der Übungsjäger so, dass deren Waffensysteme statt harmloser Energiestrahlen tödliche Wirkung entfalten. Während der Übung setzen sich Blair und Maniac aufgrund eines privaten Wettstreits, wer der bessere Pilot sei, von den übrigen Kadetten ab. Dabei stoßen sie auf das versteckte Kurierschiff der Kilrathi, dass die Geheimdaten des Spions in Empfang und an Kronprinz Trakath, Thronfolger des Kilrathi-Imperators, übertragen soll. Mit gemeinsamen Kräften können Blair und Maniac eine Übertragung der Daten verhindern und das Schiff zerstören. Nach ihrer Rückkehr zur Akademie erhalten Blair, Maniac, Archer und eine Reihe weiterer Kadetten ihre Versetzung auf die „Tiger's Claw“. |                 |                              |                      |                                       |                                               |
| 2 | –               | The Last One Left            | 28. Sep. 1996        | –                                     | Mark Edward Edens, Michael Edens              |
| Blair und Maniac werden von Commodore Tolwyn mit einem Aufklärungsflug im unbewohnten, aber an strategisch wichtigen Flugrouten gelegenen Sonnensystem M4-21A beauftragt. Bei der Verfolgung eines Kilrathi-Erkundungsschiffes stoßen sie auf eine Freibeutertruppe, angeführt durch den langezeit als verschollen gegoltenen terranischen Toppiloten und Kriegshelden Damian Karnes. Desillusioniert durch den Krieg und die lange Zeit im Weltraum, hat dieser die ideologischen Gräben der Kriegsparteien hinter sich gelassen und sich in seiner zunehmenden Gleichgültigkeit eigenen Zielen zugewandt. Karnes nimmt Blair und Maniac gefangen und konfrontiert sie in seiner Geheimbasis „Trinidad“ mit seiner emotionslosen Weltsicht. Er tut Maniacs Ehrfurcht vor seinen Heldentaten als gezielt aufgebauten Mythos der Konföderation ab, dessen einziges Ziel es sei, durch Heldenverehrung den steten Zustrom junger Piloten zu garantieren und damit die Kriegsmaschinerie am Laufen zu halten. Er versucht beide auf seine Seite zu ziehen. Lediglich Maniac erklärt sich bereit ihm zu folgen, um sich dann während eines Angriffs der Renegaten auf einen Transporter mit seinem Jäger abzusetzen und einen vergeblichen Hilferuf an die „Tiger's Claw“ abzusetzen. Karnes stellt Maniac, zerstört dessen Antrieb und bereitet sich vor, ihn endgültig zu vernichten. Doch zur gleichen Zeit entpuppt sich der Transporter als Falle der Kilrathi und Karnes eilt seinen chancenlosen Kameraden zu Hilfe, nur um selbst den Tod zu finden. Die Kilrathi unter Prinz Trakath erobern auch die Geheimbasis der Renegaten und töten alle verbliebenen Insassen, mit Ausnahme Blairs, der von Trakath als Augenzeuge für den Sieg der Kilrathi am Leben gelassen wird. Zurück auf der „Tiger's Claw“ erfahren Blair und Maniac von Tolwyn, dass die Konföderation seit langem über Karnes' Gesinnungswechsel informiert war, diese Information jedoch zurückhielt, um den Schein eines Kriegshelden und leuchtenden Vorbildes aufrechterhalten zu können. Damit sich dies nicht ändert, werden daher auch Blair und Maniac zu Stillschweigen verpflichtet. Gast: Ron Perlman als Damian Karnes |                 |                              |                      |                                       |                                               |
| 3 | –               | The Most Delicate Instrument | 5. Okt. 1996         | –                                     | Mark Edward Edens, Shari Goodhartz            |
| Tolwyn beauftragt die Kadetten mit einer Standardpatrouille in einem Asteroiden-Feld. Doch bevor die Piloten starten können, wird die „Tiger's Claw“ von Kilrathi-Kampfjägern angegriffen, die nur mühsam zurückgeschlagen werden können. Dabei geraten die Piloten Blair, Maniac, Lindsay „Payback“ Price und Allen „Blizzard“ Goetz in den Wirkungsbereich eines sogenannten Astroflares. Zurück an Bord leiden alle vier an Halluzinationen, die sie glauben lassen, Kilrathi hätten das Schiff übernommen. In ihrem Verfolgungswahn kapern Blair und Goetz jeweils einen Broadsword-Bomber, mit denen sie die „Tiger's Claw“ vernichten wollen, damit sie nicht dem Feind in die Hände fällt. Archer und ein weiterer Kadett verfolgen die beiden in Abfangjägern. Während Blair noch rechtzeitig zur Besinnung kommt, bereitet Goetz den Abschuss eines Torpedos auf das Trägerschiff vor. Archer, der Goetz erst kurz zuvor seine Liebe gestanden hat, ist gezwungen, ihn abzuschießen, um das Schiff zu retten. |                 |                              |                      |                                       |                                               |
| 4 | –               | Word of Honor                | 12. Okt. 1996        | –                                     | Mark Edward Edens, Richard Mueller            |
| Blair wird mit Hector „Grunt“ Paz auf einen Kontrollflug zur Überprüfung des Bereichs auf Kilrathi-Präsenz geschickt. Allerdings weiß niemand, dass sich Grunt während als Marine während eines Angriffs der Kilrathi im Grabenkrieg auf Repleetah eine schwere Verletzung zugezogen hat. Wegen dieser Verletzung wurde er nicht mehr zum Dienst zugelassen, da seine motorischen Fähigkeiten beeinträchtigt sind. Obwohl jederzeit zu befürchten steht, dass in extremen Stresssituationen Lähmungserscheinungen auftreten könnten, verheimlicht Grunt dieses Leiden und meldete sich zum Pilotendienst. Als Maverick und er bei ihrer Patrouille tatsächlich von Kilrathi-Jägern angegriffen werden, tritt sein altes Leiden wieder zu Tage. |                 |                              |                      |                                       |                                               |
| 5 | –               | Lords of the Sky             | 19. Okt. 1996        | –                                     | Mark Edward Edens, Matthew Edens              |
| Um die ungewöhnlich hohe Kilrathi-Präsenz im Sektor zu untersuchen, betritt die „Tiger's Claw“ das Dioscuri-System. Tolwyn beauftragt Blair, Maniac und Grunt mit einer genauen Untersuchung des zweiten Planeten auf mögliche Kilrathi-Spuren. Der Planet gilt als lediglich von primitiven Einwohner bewohnt. Bei ihrem atmosphärischen Aufklärungsflug werden die drei Piloten jedoch plötzlich von einem starken Verband Kilrathi-Schiffe angegriffen. Blair und Maniac stranden auf der Oberfläche und werden von den Urbewohnern gefangen genommen, Grunt kann in den Weltraum entkommen. Als Blair und Maniac gefesselt in einen Tempel der Ureinwohner gebracht werden, stellt sich heraus, dass diese die Kilrathi als „Lords of the Sky“ verehren. Grunt kann unterdessen die „Tiger's Claw“ über die Vorkommnisse informieren und kehrt anschließend zum Planeten zurück. Die Ureinwohner übergeben Maverick und Maniac derweil während einer heiligen Zeremonie einem Trupp Kilrathi. Es stellt sich heraus, dass die Kilrathi die Ureinwohner mit Jägern bewaffnet haben und von einer Bergstation aus fernsteuern. Grunt kann Maverick und Maniac aus der Hand der Kilrathi befreien und mit Hilfe der Verstärkung von der „Tiger's Claw“ gelingt es, den Kilrathi-Außenposten zu zerstören. Die Piloten verlassen den Planeten und überlassen die Ureinwohner wieder ihrer eigenen Verantwortung. |                 |                              |                      |                                       |                                               |
| 6 | –               | Chain of Command             | 2. Nov. 1996         | –                                     | Mark Edward Edens, Brooks Wachtel             |
| Commodore Tolwyn erhält von Admiral Rhea Bergstrom, einer Bekannten aus Akademie-Tagen, den Auftrag, eine Flotte von Kilrathi-Schiffen in einen Hinterhalt im nahegelegenen System Setti-Beta zu locken. Nur widerstrebend führt Tolwyn die Befehle aus, da ihm der Plan zu riskant erscheint. Tatsächlich verbirgt sich in dem für den Hinterhalt vorgesehenen System auf Befehl Prinz Trakaths eine zweite Kilrathi-Flotte, die Admiral Bergstroms Einheiten vollkommen vernichtet. Die Piloten der „Tiger's Claw“ können lediglich einige Überlebende in Rettungskapseln in Sicherheit bringen, darunter Admiral Bergstrom. Die nun zwischen überlegenen Streitkräften eingeschlossen „Tiger's Claw“ versucht durch einen verzweifelten Kollisionskurs die Blockade des rettende Sprungtors durch Prinz Trakaths Flaggschiff zu durchbrechen. Erst im letzten Augenblick befiehlt Trakath das Ausweichmanöver und ermöglicht der „Tiger's Claw“ somit die Flucht. Gast: Jessica Walter als Admiral Rhea Bergstrom |                 |                              |                      |                                       |                                               |
| 7 | –               | Expendable                   | 9. Nov. 1996         | –                                     | Mark Edward Edens, Ted Pederson, Francis Moss |
| Blair und Price werden auf Erkundungsflug durch das Sprungtor eines Pulsars geschickt, um den Zielpunkt des Sprungtores auszukundschaften. Trotz der Anweisung am Zielpunkt jeglichen Feindkontakt zu vermeiden und schnellstmöglich zurückzukehren, lässt sich Price auf ein Feuergefecht mit den Kilrathi ein und verliert dabei im Gefecht gegen einen Kilrathi-Toppiloten ihren Broadsword-Bomber. Blair kann die im All treibende Price zwar bergen, beim Durchbruch zum Sprungtor wird sein Jäger jedoch stark beschädigt und die Lebenserhaltungssysteme in Mitleidenschaft gezogen. Außerdem heftet sich eine Reihe feindlicher Jäger an ihre Fersen. Die Rückkehr gelingt, doch Blair und Price sind aufgrund mangelnden Sauerstoffvorrats außer Gefecht gesetzt. Die anrückenden Feindjäger werden derweil von den Jägerverbänden der „Tiger's Claw“ erwartet und abgefangen, Blair und Price geborgen und zum Mutterschiff zurückgebracht. |                 |                              |                      |                                       |                                               |
| 8 | –               | Recreation                   | 16. Nov. 1996        | –                                     | Mark Edward Edens, Matthew Edens              |
| Die „Tiger's Claw“ empfängt den Notruf eines Krankentransporters. Blair, Maniac und einige andere Kameraden werden zur Sicherung und Eskorte des Schiffes ausgesandt. Am Zielpunkt angekommen, finden sie das Schiff weitestgehend zerstört vor. Während Blair einer unbekannten Energiesignatur folgt, soll Maniac auf das Wrack aufpassen, auf dem Lebenszeichen auf Überlebende hinweisen. Die Situation entpuppt sich als Falle der Kilrathi. Ein gekaperter terranische Transporter schickt Blair und seinen Kollegen eine Reihe Jäger entgegen, während eine bislang verborgene Kilrathi-Korvette Angriffskurs auf das Hospitalschiff nimmt. Maniac kann die Kilrathi zwar davon abhalten, das Schiff mit Rakenten zu zerstören, muss dabei aber seinen Jäger aufgeben und sucht Zuflucht auf dem Krankentransporter. Die Kilrathi schicken ein Enterkommando, um die Überlebenden zu töten, doch mit einem improvisierten Plan gelingt es Maniac und der verbliebenen Besatzung, die Kilrathi zu vernichten. Im selben Zeitraum erreicht eine Reihe von Kilrathi gesteuerten, terranischen Jägern die „Tiger's Claw“ und versucht diese zu zerstören. Nur mit Mühe gelingt es, die Gegner abzuwehren. Archer, die seit dem erzwungenen Abschuss von Goetz in Kampfeinsätzen unter starken Zweifeln litt, überwindet dabei kurzzeitig ihre Hemmungen und rettet die „Tiger's Claw“ vor dem drohenden Abschuss. Gast: Michael Dorn als The Warrior King |                 |                              |                      |                                       |                                               |
| 9 | –               | Walking Wounded              | 23. Nov. 1996        | –                                     | Mark Edward Edens, Ralph Sanchez              |
| Price, Archer und Maniac stoßen bei einer Patrouille auf Kilrathi mit einer Rettungskapsel im Schlepptau, die sie an Bod der „Tiger's Claw“ bringen. In der Rettungskapsel finden sie einen rätselhaften, in Cryostasis versetzten Weltraum-Vikinger vor. Als die „Tiger's Claw“ den Planeten Oasis erreicht, erwacht der Fremde aus seiner Stasis und zwingt mit seinen überlegenen Kräften Blair, ihn auf den Planeten zu bringen. Er hofft dort eine mächtige Sphäre zu finden, mit der er seinen zerstörten Heimatplaneten wiederherstellen kann. Tatsächlich schützt die Sphäre den Planeten und seine friedlichen Bewohner vor den normalerweise tödlichen Strahlungen ihrer Sonne. Auch die Kilrathi befinden sich auf der Suche danach, um sie als Waffe zu gewinnen. Es entspinnt sich ein Kampf zwischen den Kadetten der „Tiger's Claw“, den Kilrathi und dem Fremden. Die Kilrathi werden zurückgeschlagen und Blair und Archer können den Fremden schließlich überzeugen, die Sphäre zurückzulassen und somit den Planeten vor der sonst unvermeidlichen Zerstörung zu bewahren. |                 |                              |                      |                                       |                                               |
| 10 | –               | On Both Your Houses          | 30. Nov. 1996        | –                                     | Mark Edward Edens, Shari Goodhartz            |
| Blair, Maniac und Archer, die immer noch mit ihrem Abschussproblem zu kämpfen hat, fliegen Patrouille zum Planeten Greenhouse, der eine verborgene terranische Forschungsstation beherbergt. Sie fangen eine Gruppe Kilrathi-Jäger über dem Planeten ab, doch einem Kilrathi gelingt rechtzeitig der Notausstieg. Auf der Suche nach dem Überlebenden inspizieren die Piloten auch die Forschungsstation und machen die Bekanntschaft der attraktiven Leiterin Dr. Bronwyn Sing. Blair und Maniac lassen sich schnell von den Reizen der Forscherin einwickeln. Doch es wird immer schnell offensichtlicher, dass das Forschungsidyll trügt. Sings Ziel ist Entwicklung eines Killervirus, der alle Kilrathi auslöschen soll. Sing infiziert den überlebenden Kilrathi und gibt ihm die Gelegenheit, mit Maniacs Jäger zu fliehen. Damit riskiert sie wissentlich einen möglichen Biowaffen-Gegenschlag der Kilrathi. Archer verfolgt den Flüchtenden und versucht ihn zum Abbruch seiner Flucht zu bewegen. Doch dieser schenkt ihren Worten von einem Virus keinen Glauben und Archer bleibt widerstrebend nur die Möglichkeit, ihn abzuschießen. Ihre ohnehin große Verbitterung über den Krieg nimmt dadurch nur noch zu. Gast: Joan Van Ark als Dr. Bronwyn Sing |                 |                              |                      |                                       |                                               |
| 11 | –               | Invisible Enemy              | 7. Dez. 1996         | –                                     | Mark Edward Edens, Richard Mueller            |
| Maniac und sein Flügelpilot Easy stoßen bei einem Patrouillenflug unwissentlich auf den Testflug einer neuen Kilrathi-Geheimwaffe, einen getarnten Jäger. Während Maniac in ein Gefecht mit einem regulären Kilrathi-Kampfschiff verwickelt ist, vernichtet der Tarnjäger Easys Schiff. Der ratlose Maniac kehrt, unbemerkt verfolgt von seinem getarnten Gegner, zur „Tiger's Claw“ zurück und verrät dadurch den Standort des Trägerschiffs und dessen Konvois. Mit einem Großaufgebot an Unterstützungsschiffen greifen die Kilrathi den Verband zwecks eines weiteren Tests der Tarntechnologie an. Unbemerkt von den Abfangjägern unter Blairs Kommando gelingt es dem Tarnjäger, das Transportschiff „Suffolk“ schwer zu beschädigen und kehrt zur Auswertung zu seinem Mutterschiff zurück. Blair wird nach dem Gefecht von Tolwyn beschuldigt, den Schutz des Konvois vernachlässigt zu haben, und daher vom Flugdienst freigestellt. Blair hegt jedoch den Verdacht, dass die Kilrathi einen Stealth-Prototyp entwickelt haben, und startet mit dem ebenfalls freigestellten Maniac zu einem nicht genehmigten Erkundungsflug. Als der Tarnjäger tatsächlich zwecks Zerstörung der „Tiger's Claw“ ein weiteres Mal die Position des Konvois aufsucht, gelingt es Blair und Maniac gemeinsam, den Gegner zu stellen und zur Selbstzerstörung zu zwingen. |                 |                              |                      |                                       |                                               |
| 12 | –               | Price of Victory             | 14. Dez. 1996        | –                                     | Mark Edward Edens, Steve Cuden                |
| Bei einem Patrouillenflug wird Blair abgeschossen und muss auf einen Eisplaneten notlanden. Während die „Tiger's Claw“ nach dem Standort des feindlichen Trägerschiffs sucht, muss Blair auf dem Planeten vor Kilrathi-Suchtrupps flüchten. Dabei stößt er auf den Kilrathi Boc nar Ragitagah. Dieser will zu den Terranern überlaufen, da er nicht bereit ist, gemeinsam mit seinem Clan Prinz Trakath in einer anstehenden Zeremonie bedingungslosen Gehorsam bis zum Tod zu schwören und damit seine Clanidentität aufzugeben. Er bittet Blair um ein Rendezvous mit der „Tiger's Claw“ und verhilft ihm zur Flucht. Doch Tolwyn vermutet einen Trick und gibt Blair stattdessen den Befehl das Trägerschiff von Bocs Clan zu vernichten. Enttäuscht von Blairs unehrenhaften Verhalten findet auch Boc bei dem Angriff den Tod. Während Blair sich Vorwürfe wegen seines Wortbruchs gegenüber dem Kilrathi macht, frohlockt Tolwyn über die Chance, die Bocs im Vertrauen ausgesprochenen Informationen über den anstehenden Blutschwur für einen Angriff der Konföderation bieten. |                 |                              |                      |                                       |                                               |
| 13 | –               | Glory of Sivar               | 21. Dez. 1996        | –                                     | Mark Edward Edens, Michael Edens              |
| Auf dem Planeten Dolos laufen die Vorbereitung für den Blutschwur der Clans gegenüber Prinz Trakath. Die „Tiger's Claw“ springt in das System, um dies zu verhindern und die Bewohner des Planeten vom Joch der Kilrathi-Herrschaft zu befreien. Blair und Grunt werden als Stoßtrupp in einem gekaperten Kilrathijäger auf den schwer bewachten Planeten geschickt, um Kontakt mit den Bewohnern aufzunehmen und sie zur Revolte anzustiften. Insgeheim gelten beide in Tolwyns Angriffsplan jedoch als Bauernopfer, so wie auch die „Tiger's Claw“ und ihre Besatzung vom Könföderationsstab gegenüber Tolwyn als entbehrlich bezeichnet wurden. Wie von Tolwyn erwartet, werden Grunt und Blair während des Einsatzes gefangen genommen und geben den Kilrathi die nie ernsthaft verfolgten Landungspläne der „Tiger's Claw“ preis. Während die Kilrathi einen Hinterhalt für das angebliche Landungskommando aufbauen, ist Trakaths Flaggschiff Tolwyns eigentliches Angriffsziel. Der Angriff gelingt, wenngleich unter großen Verlusten. Während des Angriffs können sich die an Bord gefangen gehaltenen Blair und Grunt befreien und das auf den Planeten stürzende Raumschiff zusätzlich noch in die für die Zeremonie errichtete Pyramide lenken, bevor sie es mit einer Rettungskapsel verlassen. Die Kilrathi sind durch die Niederlage moralisch so schwer getroffen, dass sie sich aus dem System zurückziehen. In einer Gedenkfeier für die Gefallenen dankt Tolwyn den überlebenden Kadetten für ihre Opferbereitschaft. Er verleiht Blair das Wing-Commander-Abzeichen des besten Jahrgangspiloten. Doch Blair, schwer enttäuscht von Tolwyns Lügen und dessen bereitwillige Opferung von Leben für eine ungewisse Aussicht auf die Tötung Trakaths, verweigert die Auszeichnung und wirft sie in den Weltraum. |                 |                              |                      |                                       |                                               |